# Corymbia polycarpa
Espèce
Classification phylogénétique
Corymbia polycarpa, connu sous les noms de long-fruited bloodwood ou de small-flowered bloodwood en anglais, est une espèce de plantes à fleurs du genre Corymbia et de la famille des Myrtaceae. C'est un arbre endémique d'Australie.
On le trouve en Australie-Occidentale, dans le Territoire du Nord, au Queensland et en Nouvelle-Galles du Sud. Plus précisément, il est répandu dans le nord de l'Australie et dans le nord-ouest de la Nouvelle-Galles du Sud.
C'est un arbre de taille moyenne qui peut atteindre 10 à 18 mètres de hauteur avec un diamètre de 5 à 12 m. L'écorce est pavimenteuse, floconneuse et de couleur brunâtre. Les jeunes feuilles ovoïdes font 5 à 8 centimètres de long sur 2 à 2,5 centimètres, tandis que les feuilles adultes lancéolées font 10 à 20 centimètres de long sur 1 à 3 centimètres de large. La floraison a lieu de décembre à juin et les fleurs blanches ou crèmes font deux centimètres de diamètre.